# Gong Yoo
Đây là một tên người Triều Tiên, họ là Gong.
Gong Ji-cheol (tiếng Hàn: 공지철, Hanja: 孔地哲, sinh ngày 10 tháng 7 năm 1979), thường được biết tới bằng nghệ danh Gong Yoo (tiếng Hàn: 공유, Hanja: 孔劉), là một nam diễn viên người Hàn Quốc. Nghệ danh của Gong Yoo được ghép từ họ của bố anh là Gong (tiếng Hàn: 공) và của mẹ anh là Yoo (tiếng Hàn: 유)

## Sự nghiệp
Gong Yoo tốt nghiệp bằng B.A (Bachelor of Arts; tạm dịch: Bằng Cử nhân Nghệ thuật) khoa Sân khấu tại trường Đại học Kyung Hee. Anh bắt đầu sự nghiệp với những vai nhỏ lẻ trong vài bộ drama và phim, vai diễn đầu tay của Gong Yoo là một nhân vật trong bộ phim School 4 chiếu năm 2001. Năm 2005, anh có được vai chính đầu tiên trong bộ phim Biscuit Teacher and Star Candy của đài SBS đóng cặp với Gong Hyo-jin. Khả năng diễn xuất của Gong Yoo đã lọt vào mắt xanh của các đạo diễn và cả người xem, trở thành một trong những gương mặt tiềm năng đáng mong chờ. Tiếp đó Gong Yoo tham gia vào bộ phim hài lãng mạn Quán cà phê hoàng tử của đài MBC, vai diễn Choi Han-kyul trong phim chính là một trong những vai diễn đáng chú ý nhất của anh. Độ nổi tiếng của bộ phim đã đưa Gong Yoo trở thành một trong những người dẫn đầu trào lưu Hallyu.
Gong Yoo đi nghĩa vụ quân sự bắt buộc vào ngày 14 tháng 1 năm 2008, và kết thúc nghĩa vụ vào ngày 8 tháng 12 năm 2009. Anh quay trở lại với sự nghiệp bằng phim hài lãng mạn Finding Mr. Destiny, phim khá thành công tại các phòng vé.
Gong Yoo tiếp tục đóng cặp cùng Lee Min-jung trong bộ phim Hoán đổi linh hồn được viết bởi chị em nhà Hong. Mặc dù lúc đầu bộ phim nhận được nhiều lời khen và phản hồi tích cực, nhưng cái kết của phim lại bị chỉ trích nặng nề.
Năm 2013, anh trở lại với màn ảnh lớn sau 2 năm kể từ bộ phim The Suspect. Anh vào vai một điệp viên Triều Tiên bị tổ quốc phản bội. Vào tháng 11 năm 2013, Gong Yoo được chọn làm người đại diện của Quỹ Nhi đồng Liên Hợp Quốc (UNICEF) tại Hàn Quốc, trùng với lễ kỉ niệm 24 năm kể từ khi Công ước về Quyền trẻ em (CRC) được thông qua.
Ngày 7 tháng 7 năm 2014, Gong Yoo được chọn làm đại sứ cho Dịch vụ Thuế Quốc gia cùng với diễn viên Ha Ji-won.
Năm 2016, sau 2 năm vắng bóng, Gong Yoo quay trở lại mạnh mẽ hơn bao giờ hết. Anh tham gia bộ phim A Man and a Woman cùng với Jeon Do-yeon, đóng vai chính trong bộ phim bom tấn về đại dịch xác sống Chuyến tàu sinh tử. Tiếp đó anh còn tham gia phim The Age of Shadows, cũng rất thành công về mặt thương mại.
Tháng 12 năm 2016, Gong Yoo, cùng với Lee Dong-wook và Kim Go-eun đóng vai chính trong bộ phim viễn tưởng lãng mạn kỷ niệm 10 năm của đài tvN, Tình chàng Yêu tinh, anh vào vai Kim Shin, một yêu tinh bất tử.

## Danh sách phim

### Phim truyền hình
| Năm  | Tên                                | Vai                           | Kênh    |
| ---- | ---------------------------------- | ----------------------------- | ------- |
| 2001 | School 4                           | Hwang Tae-young               | KBS2    |
| 2002 | Whenever the Heart Beats           | Park Chan-ho                  | KBS2    |
| 2002 | Hard Love                          | Seo Kyung-chul                | KBS2    |
| 2003 | 20 Years                           | Seo Joon                      | SBS     |
| 2003 | Screen                             | Kim Joon-pyo                  | SBS     |
| 2003 | My Room, Your Room                 |                               |         |
| 2005 | Biscuit Teacher and Star Candy     | Park Tae-in                   | SBS     |
| 2006 | One Fine Day                       | Seo Gun                       | MBC     |
| 2007 | The 1st Shop of Coffee Prince      | Choi Han-kyul                 | MBC     |
| 2012 | Big                                | Seo Yoon-jae/Kang Kyung-joon  | KBS2    |
| 2013 | Dating Agency: Cyrano              | Magician (cameo, tập. 9)      | tvN     |
| 2016 | Guardian: The Lonely and Great God | Goblin / Kim Shin             | tvN     |
| 2021 | Squid Game                         | Nhân viên tổ chức (khách mời) | Netflix |
| 2021 | The Silent Sea                     | Han Yoon-jae                  | Netflix |
| 2024 | Wonderland                         | AI Sung Joon                  |         |

|  |  |  |  |
|  |  |  |  |
|  |  |  |  |

### Phim điện ảnh
| Năm  | Tên                     | Vai           | Chú thích                                                         |
| ---- | ----------------------- | ------------- | ----------------------------------------------------------------- |
| 2003 | My Tutor Friend         | Lee Jong-soo  |                                                                   |
| 2004 | Spy Girl                | Choi Ko-bong  |                                                                   |
| 2004 | Superstar Mr. Gam       | Park Chul-soo |                                                                   |
| 2004 | S Diary                 | Yooin         |                                                                   |
| 2005 | She's on Duty           | Kang No-young |                                                                   |
| 2007 | Like a Dragon           | Park Chul     | Chuyển thể từ trò chơi điện tử Yakuza: Ryu Ga Gotoku              |
| 2010 | Finding Mr. Destiny     | Han Gi-joon   | Chuyển thể từ vở nhạc kịch Finding Kim Jong-wook                  |
| 2011 | Silenced                | Kang In-ho    | Chuyển thể từ tiểu thuyết của Gong Ji-young The Crucible          |
| 2013 | The Suspect             | Ji Dong-chul  |                                                                   |
| 2016 | A Man and a Woman       | Kihong        |                                                                   |
| 2016 | Train to Busan          | Seokwoo       |                                                                   |
| 2016 | The Age of Shadows      | Kim Woo-jin   |                                                                   |
| 2019 | Kim Ji-Young: Born 1982 | Jung Dae-Hyun | Chuyển thể từ tiểu thuyết của Cho Nam Joo Kim Ji-young: Born 1982 |
| 2021 | Seo Bok                 | Min Gi-heon   |                                                                   |
| 2024 | Wonderland              | Sung-joon     |                                                                   |

### Chương trình thực tế
| Năm  | Tên         | Vai       | Kênh | Chú thích                              |
| ---- | ----------- | --------- | ---- | -------------------------------------- |
| 2013 | Running Man | Khách Mời | SBS  | Khách mời cùng Park Hee-soon (tập 175) |

### Dẫn chương trình
| Năm                                            | Chương trình                 | Vai | Tập                             | Kênh | Chú thích |
| ---------------------------------------------- | ---------------------------- | --- | ------------------------------- | ---- | --------- |
| 2004                                           | Music Camp                   | MC  | 10 tháng 1 ~ 7 tháng 3 năm 2004 | MBC  | [ 19 ]    |
| 2008–09 (trong khi thực hiện nghĩa vụ quân sự) | 장병가요 베스트 (Best Music) | MC  | tập 155~186                     | KFN  | [ 20 ]    |
| 2008–09 (trong khi thực hiện nghĩa vụ quân sự) | 공유가 기다리는 20시         | DJ  | 371 episodes                    | KFN  | [ 3 ]     |

## Giải thưởng và đề cử
| Award                                            | Year | Category                                | Nominated work                     | Result    | Ref.   |
| ------------------------------------------------ | ---- | --------------------------------------- | ---------------------------------- | --------- | ------ |
| 16th KBS Drama Awards                            | 2002 | Best New Actor                          | Hard Love                          | Đề cử     |        |
| 11th SBS Drama Awards                            | 2003 | New Star Award                          | Screen                             | Đoạt giải | [ 21 ] |
| 13th SBS Drama Awards                            | 2005 | Excellence Award, Actor in a Miniseries | Hello My Teacher                   | Đề cử     |        |
| 25th MBC Drama Awards                            | 2006 | Special Award, Actor in a Miniseries    | One Fine Day                       | Đoạt giải | [ 22 ] |
| 1st Mnet 20's Choice Awards                      | 2007 | Best Style                              | —                                  | Đoạt giải | [ 23 ] |
| 26th MBC Drama Awards                            | 2007 | Excellence Award, Actor                 | Coffee Prince                      | Đoạt giải | [ 24 ] |
| 32nd Blue Dragon Film Awards                     | 2011 | Best Leading Actor                      | Silenced                           | Đề cử     |        |
| 32nd Blue Dragon Film Awards                     | 2011 | Popular Star Award                      | Silenced                           | Đoạt giải | [ 25 ] |
| 48th Baeksang Arts Awards                        | 2012 | Best Actor (Film)                       | Silenced                           | Đề cử     |        |
| 26th KBS Drama Awards                            | 2012 | Excellence Award, Actor in a Miniseries | Big                                | Đề cử     |        |
| 48th Taxpayers' Day                              | 2014 | Presidential Commendation               | —                                  | Đoạt giải | [ 26 ] |
| 19th Chunsa Film Art Awards                      | 2014 | Best Actor                              | The Suspect                        | Đề cử     |        |
| 22nd Korea Culture and Entertainment Awards      | 2014 | Best Actor                              | The Suspect                        | Đoạt giải | [ 27 ] |
| Korea Film Actors Association Awards             | 2016 | Grand Prize (Daesang)                   | A Man and a Woman                  | Đoạt giải | [ 28 ] |
| BloodGuts UK Horror Awards                       | 2016 | Best Actor                              | Train to Busan                     | Đề cử     |        |
| 11th Asian Film Awards                           | 2017 | Best Actor                              | Train to Busan                     | Đề cử     |        |
| iHorror Awards                                   | 2017 | Best Actor                              | Train to Busan                     | Đề cử     |        |
| 2017 Fangoria Chainsaw Awards                    | 2017 | Best Actor                              | Train to Busan                     | Đề cử     |        |
| 22nd Chunsa Film Art Awards                      | 2017 | Best Actor                              | Train to Busan                     | Đề cử     |        |
| Korea Advertisers Association Awards             | 2017 | Best Model Award                        | —                                  | Đoạt giải | [ 29 ] |
| 14th Seoul Creative Festival of Film Advertising | 2017 | Model of the Year                       | —                                  | Đoạt giải | [ 30 ] |
| 53rd Baeksang Arts Awards                        | 2017 | Best Actor (TV)                         | Guardian: The Lonely and Great God | Đoạt giải | [ 31 ] |
| 5th Annual DramaFever Awards                     | 2017 | Best Actor                              | Guardian: The Lonely and Great God | Đoạt giải | [ 32 ] |
| 5th Annual DramaFever Awards                     | 2017 | Best Couple (with Kim Go-eun)           | Guardian: The Lonely and Great God | Đoạt giải | [ 32 ] |
| Brand of the Year Awards                         | 2017 | Actor of the Year                       | Guardian: The Lonely and Great God | Đoạt giải | [ 33 ] |
| 3rd Fashionista Awards                           | 2017 | Best Fashionista – TV & Film Division   | Guardian: The Lonely and Great God | Đề cử     |        |
| Brand Customer Loyalty Award                     | 2020 | Advertising Model                       | —                                  | Đoạt giải |        |

### Listicles
| Publisher | Year | Listicle              | Placement | Ref.   |
| --------- | ---- | --------------------- | --------- | ------ |
| Forbes    | 2017 | Korea Power Celebrity | 27th      | [ 34 ] |
| Forbes    | 2018 | Korea Power Celebrity | 24th      | [ 35 ] |

## Tổ tiên
Cháu đời thứ 79 của Khổng Tử